# Syndicalistes et progressistes pour un Québec libre
Les Syndicalistes et progressistes pour un Québec libre (SPQ Libre) sont une organisation ayant pour objectif la formation et le développement d'un courant syndicaliste et progressiste au sein du Parti québécois. Ce club politique a été reconnu au sein du parti jusqu'au 14 mars 2010, date à laquelle il fut répudié du parti en raison de ses fréquentes sorties publiques contre les orientations du parti. Le mouvement a été fondé en 2004 à l'initiative du rédacteur en chef d'un journal militant de gauche, Pierre Dubuc.
Le 15 août 2005, un congrès extraordinaire était tenu pour entériner la candidature de Pierre Dubuc, directeur et rédacteur en chef de L'Aut'Journal, comme représentant du SPQ Libre dans la course au leadership du Parti québécois. Il a recueilli 1 282 voix en tout, avec 1,22 % du scrutin total, terminant à la cinquième place.
Après l'élection québécoise de 2007, le SPQ-Libre a été l'un des groupes dans le Parti québécois à réclamer la tête d'André Boisclair, jugeant qu'il a fait preuve d'un manque flagrant de jugement, notamment dans le cas de l'histoire de la parodie de Brokeback Mountain. Aux yeux du SPQ Libre, André Boisclair n'a pas réussi non plus à établir un bon lien avec la population.